# جون تشارلز (لاعب كرة قدم أمريكية)
جون تشارلز (بالإنجليزية: John Charles)‏ هو لاعب كرة قدم أمريكية أمريكي، ولد في 9 مايو 1944 في نيوآرك في الولايات المتحدة، وتوفي في 18 يونيو 2019.